# SV Concordia Erfurt
Der SV Concordia Erfurt ist ein Sportverein, der 1951 als BSG Fortschritt Erfurt gegründet wurde. Innerhalb des Vereins existieren die Sparten Volleyball, Kanusport, Gymnastik, Sportschießen und Sportakrobatik. Die Fußballabteilung nimmt als SG An der Lache Erfurt am Spielbetrieb teil.

## Geschichte
Am 19. Mai 1951 wurde die BSG Fortschritt Erfurt gegründet. Trägerbetriebe waren der VEB Schuhkombinat „Paul Schäfer“ und der Maschinenbauhandel Erfurt. Überregional trat die Betriebssportgemeinschaft zu Zeiten der DDR nur mit ihrer Frauenfußballabteilung in Erscheinung. 1990 erfolgte im Zuge der Wende die Umstrukturierung zu einem eigenständigen Verein inklusive Umbenennung in SV Concordia Erfurt. In der jüngeren Geschichte feierte vor allem die Abteilung Sportakrobatik größere Erfolge u. a. mit der Teilnahme an den Europameisterschaften 2003.

## Frauenfußball

### Anfangsjahre
Nach der Gründung 1972 war die Damenmannschaft der BSG Fortschritt Erfurt zunächst als Hobbymannschaft aktiv. Als langjähriger Sektionsleiter fungierte Jan-Peter Richter. Der Spielbetrieb in den ersten Jahren beschränkte sich auf Freundschaftsspiele. Erste Erfolge stellten sich 1978 und 1979 ein, als man zwei Mal hintereinander Hallenbezirksmeister wurde. Die Fortschritt-Damen sollten bis in die 1980er Jahre hinein den Bezirk Erfurt fußballerisch dominieren.

### Abschneiden bei DDR-Bestenermittlungen
Die Mannschaft nahm an sämtlichen DDR-Bestenermittlungen teil. Bei der ersten Bestenermittlung 1979 gaben die Erfurterinnen somit ihr Punktspieldebüt. Gegen die BSG Modedruck Gera wurde mit 2:1 gewonnen. Nach insgesamt zwei Siegen und einer Niederlage nach drei Vorrundenspielen belegte die Mannschaft den 2. Platz der Gruppe 3 und qualifizierte sich somit nicht für die Endrunde.
Der erste Gruppensieg verbunden mit der ersten Endrundenteilnahme gelang im Jahr 1982. Einem Sieg gegen die BSG Chemie Wolfen standen drei Niederlagen gegenüber, was letztlich den vierten Platz unter fünf teilnehmenden Teams bedeutete. Auch im Folgejahr gelang die Qualifikation für die Endrunde, die erneut mit einem Sieg und drei Niederlagen und dem letzten Tabellenplatz abgeschlossen wurde. Allerdings stellten die Erfurterinnen diesmal mit Andrea Scheit, die alle vier Treffer beim 4:1-Erfolg gegen die BSG EAB 47 Berlin erzielte, die Torschützenkönigin der Endrunde.
Die beste Platzierung gelang den Fortschritt-Damen 1986. Im geänderten Modus der Bestenermittlungen stießen die Erfurterinnen bis ins Halbfinale vor, scheiterten hier jedoch an der BSG Motor Halle (1:4 und 0:0), sodass sie zusammen mit der BSG EAB 47 Berlin den dritten Rang belegten.

### Abschneiden in der NOFV-Oberliga
Die BSG Fortschritt Erfurt qualifizierte sich zur Saison 1990/91 für die erstmals ausgespielte NOFV-Frauen-Oberliga. Nach zwei Siegen, zwei Unentschieden, 14 Niederlagen und einem Torverhältnis von 13:53 belegte man den 9. und somit vorletzten Platz. Dies war automatisch die sportliche Qualifikation für eine weitere Saison in der höchsten Frauen-Spielklasse der DDR, doch der Verein verzichtete auf eine Bewerbung.

### Entwicklung nach der Wende
Nach der Umbenennung 1990 stellte der Verein nach der Saison 1990/91 keine Damenmannschaft mehr. Viele Spielerinnen wechselten daher zum SV Grün-Weiß Erfurt und bildeten dort die Grundlage für den heute existierenden 1. FFV Erfurt.